# Anisopodus jaculus
Anisopodus jaculus là một loài bọ cánh cứng trong họ Cerambycidae.